# Olivier Le Jeune
Olivier Le Jeune (mort le 10 mai 1654) fut le premier esclave acheté et résidant en Nouvelle-France.

## Biographie
Originaire de Madagascar ou de la Côte de Guinée[réf. nécessaire], il arrive en Nouvelle-France en tant qu'esclave du commandant britannique David Kirke à l'occasion de son expédition et de son occupation de la colonie en 1629. 
Après avoir conquis Québec, Kirke vend le garçon âgé d'environ 7 ans[réf. nécessaire] à Olivier Le Baillif, un commis français au service des Anglais. Lorsque la colonie est restituée à la France (1632), Le Baillif doit quitter Québec et donne le jeune esclave à Guillaume Couillard, résident de Québec. Le garçon est alors éduqué dans une école fondée par un père jésuite nommé Paul Le Jeune.  En 1633, il est baptisé et reçoit le prénom et nom d'Olivier Le Jeune, d'après le prénom du commis général de la colonie, Olivier Letardif et le nom de famille du Jésuite.
À sa mort, le registre de sépultures le qualifie de « domestique ». Il se pourrait donc qu'Olivier Le Jeune ait été affranchi par Guillaume Couillard.
En 2019, parait aux éditions Septentrion, au Québec, Le grain de sable, Olivier Le Jeune, premier esclave au Canada, livre illustré pour la jeunesse, par ValMo (illustrations) et Webster (textes) qui relate la vie du jeune esclave.
Le 6 février 2020, Olivier Le Jeune est désigné personnage historique par le ministre de la Culture et des Communications.